# 표현형 스크리닝
표현형 스크리닝(영어: phenotypic screening)은 세포나 생물체의 표현형을 원하는 방식으로 변경하는 저분자, 펩타이드 또는 RNAi와 같은 물질을 식별하기 위해 생물학적 연구 및 약물 발견에 사용되는 스크리닝의 유형이다. 표현형 스크리닝은 표현형 히트가 작동하는 메커니즘을 식별하기 위해 종종 화학단백체학을 사용하여 식별(때때로 디콘볼루션(deconvolution)이라고도 함) 및 검증을 거쳐야 한다.

## 같이 보기
- 스크리닝 (의학)